# Раян Вайтінг
Раян Кіт Вайтінг (англ. Ryan Keith Whiting, нар. 24 листопада 1986) — американський легкоатлет, який спеціалізувався на штовханні ядра.

## Спортивні досягнення
Фіналіст (9-е місце) олімпійських змагань зі штовхання ядра (2012).
Срібний призер чемпіонату світу зі штовхання ядра (2013). Дворазовий фіналіст чемпіонатів світу зі штовхання ядра — 6-е місце у 2011 та 7-е місце у 2017.
Дворазовий чемпіон світу в приміщенні зі штовхання ядра (2012, 2014). Фіналіст (7-е місце) чемпіонату світу в приміщенні зі штовхання ядра (2018).
Чемпіон США зі штовхання ядра (2013). Чемпіон США в приміщенні зі штовхання ядра (2011, 2013, 2014, 2018).